# Паттерсон, Клэр
Клэр Кэмерон Паттерсон (англ. Clair Cameron Patterson; 2 июня 1922 — 5 декабря 1995) — американский геохимик, родился в Митчелвилл, Айова, США. Окончил колледж в Гриннеле, Айова, получил степень доктора философии в университете Чикаго и провел всю свою профессиональную карьеру в Калифорнийском технологическом институте.
В сотрудничестве с Джорджем Тилтоном Паттерсон на основе уран-свинцового метода и свинец-свинцового метода разработал метод измерения возраста геологических пород. С помощью этого метода он измерил возраст изотопов свинца в остатках метеорита Каньо́н-Дья́бло, что позволило оценить возраст Земли в 4,55 миллиарда лет с ошибкой, не превышающей 70 млн лет. Эта оценка возраста Земли остаётся неизменной с 1956 года. Случайным попутным продуктом тщательнейших исследований Паттерсона стало раскрытие им фактов тотального загрязнения планеты (включая атмосферу, океан и оба полюса) соединениями свинца, прежде всего тетраэтилсвинцом.
Паттерсон впервые столкнулся с загрязнением свинцом в конце 1940-х в качестве аспиранта в Чикагском университете. Его работы привели к полной переоценке роста концентраций свинца в атмосфере и в человеческом теле от промышленных источников; его последующие работы привели к запрету свинцовых присадок к бензину и свинцового припоя в консервных банках.
Паттерсон разработал первую технологию поддержания чистоты в лабораторных помещениях и создал первую чистую аналитическую лабораторию. Разработанные им принципы используются в современных лабораториях в разных областях науки и техники, в том числе в микробиологии.

## Ранние годы
Клэр Паттерсон родился в Митчелвилле, Айова и окончил колледж в Гриннеле на факультете химии, где он познакомился со своей женой Лорной МакКлири. Вместе они переехали в Университет штата Айова для дипломной работы, где Паттерсон получил степень магистра в области молекулярной спектроскопии. Затем они оба были направлены на работу на Манхэттенский проект, сначала в университете Чикаго, а затем в Оук-Ридж в штате Теннесси, где Паттерсон познакомился с масс-спектрометрией.
После войны они вернулись в Чикаго, где Лори получила исследовательскую работу в области инфракрасной спектроскопии, чтобы поддержать Паттерсона, в то время как он работал над докторской степенью в университете Чикаго под руководством Харрисона Брауна. После защиты докторской в Чикаго, Паттерсон переехал с Брауном в отдел геологии (позже отдел геолого-планетарных наук) в Калифорнийский технологический институт в 1952 году, как члены-основатели программы геохимии.

## Оценка возраста Земли
Харрисон Браун из Чикагского университета разработал новый метод для подсчета изотопов свинца в магматической породе и отдал его как проект диссертации Клэру Паттерсону в 1948 году. За основу в своей работе он берёт метеорит, полагая, что метеориты являются остаточным материалом со времен образования Солнечной системы, и, таким образом, измеряя возраст материала метеоритов, можно измерить и возраст Земли. Сбор материалов занял определенное время, и в 1953 году Клер Паттерсон взял образцы из метеорита Каньо́н-Дья́бло в аргоннской национальной лаборатории, там же ему был предоставлен масс-спектрометр.
На встрече в Висконсине Паттерсон обнародовал результаты своего исследования. Окончательный возраст Земли был оценен в 4,55 миллиарда лет (плюс-минус 70 миллионов лет). Эта оценка до сих пор не изменилась, хотя погрешность в настоящее время уменьшилась до 20 миллионов лет.

## Кампания против отравления свинцом
Начиная с 1965 года публикацией своей статьи «Загрязнение природной среды человеком», Паттерсон пытался привлечь внимание общественности к проблеме повышения уровня свинца в окружающей среде и пище из-за промышленных источников. Может быть, отчасти потому, что он критиковал экспериментальные методы других ученых, он столкнулся с сильной оппозицией признанных экспертов, таких как Роберт А. Кехо.
В своем стремлении Паттерсон хотел, чтобы свинцовые присадки были удалены из бензина, также Паттерсон боролся против лоббирования Ethyl Corporation, в которой работал Кехо, с наследием Томаса Миджли, которая включала тетраэтилсвинец и хлорфторуглеродов, и против аддитивной отрасли в целом. В книге «Краткая история почти всего на свете» автор Билл Брайсон отмечает, что после критики в адрес свинцовой промышленности Паттерсону было отказано в контрактах со многими научно-исследовательскими организациями, в том числе якобы нейтральной службой здравоохранения США. В 1971 году он был исключен из национального исследовательского совета США по загрязнению атмосферы свинцом, это исключение было странным, учитывая, что он был экспертом по этому вопросу в то время.
В США, начиная с 1975 года, для всех новых автомобилей предписывалось использование неэтилированного бензина для защиты автомобильных катализаторов, что совместно с усилиями Паттерсона привело к постепенному прекращению производства и удалению свинцовых присадок из всех стандартов автомобильного бензина в Соединённых Штатах в 1986 году. Как сообщается[кем?], уровень свинца в крови американцев упал на 80 % к концу 1990-х годов.
Затем он обратил своё внимание на пищу, где недостатки в экспериментальных исследованиях скрывали реальное повышение уровня свинца. В одном из исследований Паттерсон показал увеличение уровня свинца с 0,3 до 1400 нанограмм на грамм в некоторых рыбных консервах, при иизготовлении которых использовался свинцовый припой, в то время как официальная лаборатория сообщала об увеличении с 400 до 700. Паттерсон также сравнил уровни свинца, бария и кальция, в 1600-летних перуанских скелетах. Исследования показали увеличение в 700—1200 раз содержания свинца в современных человеческих костях, без сопоставимых изменений в концентрации свинца в древних перуанцах.
В 1978 году Паттерсон был назначен на пост в комиссию по ядерному регулированию США. Его мнение было высказано в 78-страничном докладе, в котором Клэр утверждал, что меры контроля должны начаться немедленно, в том числе для бензина, пищевых контейнеров, краски, глазури и систем водоснабжения. Тридцать лет спустя большинство его предложений были приняты и реализованы в Соединённых Штатах и во многих других частях мира.

## Исследование ледяных кернов
Собирая данные о загрязнении окружающей среды свинцом, Паттерсон обратил внимание на то, что лед в ледниках Гренландии накапливается слоями, и что это позволяет исследовать состав отдельных слоев и точно определить время их образования. Изучая слои льда образовавшиеся до начала массового применения тетраэтилсвинца и после 1923 года, Паттерсон получил данные об уровне загрязнения им. В дальнейшем разработанный им метод изучения ледниковых кернов стал одним из основных инструментов современной климатологии, позволяющим получать информацию о составе атмосферы и климате существовавшем на Земле в прошлом в диапазоне от десятков до 800 тысяч лет.

## Смерть
Паттерсон умер от приступа астмы 5 декабря 1995 года в своем доме в Си Ранч (Калифорния) в возрасте 73 лет.

## Награды
- 1980 год — Премия В. М. Гольдшмидта
- 1995 год — Премия Тайлера
- Медаль Лоуренса Смита[10]